# Gaia BH3
Gaia BH3 är en dubbelstjärna belägen i den norra delen av stjärnbilden Örnen. Baserat på uppmätt parallax  på ca 1,69 mas beräknas den befinna sig på ett avstånd av ca 1 930 ljusår (ca  591 parsec) från solen. Den rör sig närmare solen med en heliocentrisk radialhastighet av ca -333 km/s.

## Observation
Gaia BH3 identifierades i astrometriska observationer med Gaia, under en analys inför Data Release 4. Detta tillkännagavs med publiceringen av en vetenskaplig artikel i tidskriften Astronomy & Astrophysics den 16 april 2024.
Gaia BH3 upptäcktes vara en del av en splittrad stjärnhop med låg massa och denna stjärnhop är idag en halo-stjärnström, kallad ED-2. Denna stjärnström är mycket gammal, med en ålder jämförbar med den klotformade stjärnhopen Messier 92. Detta innebär att Gaia BH3 sannolikt bildades för mer än 13 miljarder år sedan och det svarta hålet kan ha bildats genom direkt kollaps av en massiv stjärna. Alternativt kan det svarta hålet ha bildats via binär interaktion inuti stjärnhopen. ED-2-stjärnhopen har en massa mellan 2000 och 42000 solmassor.
Det svarta hålet Gaia BH3 är det andra kända svarta hålet som är mer massivt än cirka 10 solmassor (det första var Cygnus X-1). Massan av Gaia BH3 är ganska lik massan av sammansmältande binära svarta hål som upptäcks via gravitationsvågor. Dessa massiva svarta hål misstänktes ha bildats av metallfattiga stjärnor och det faktum att Gaia BH3 har en metallfattig följeslagare stärker denna slutsats.

## Egenskaper

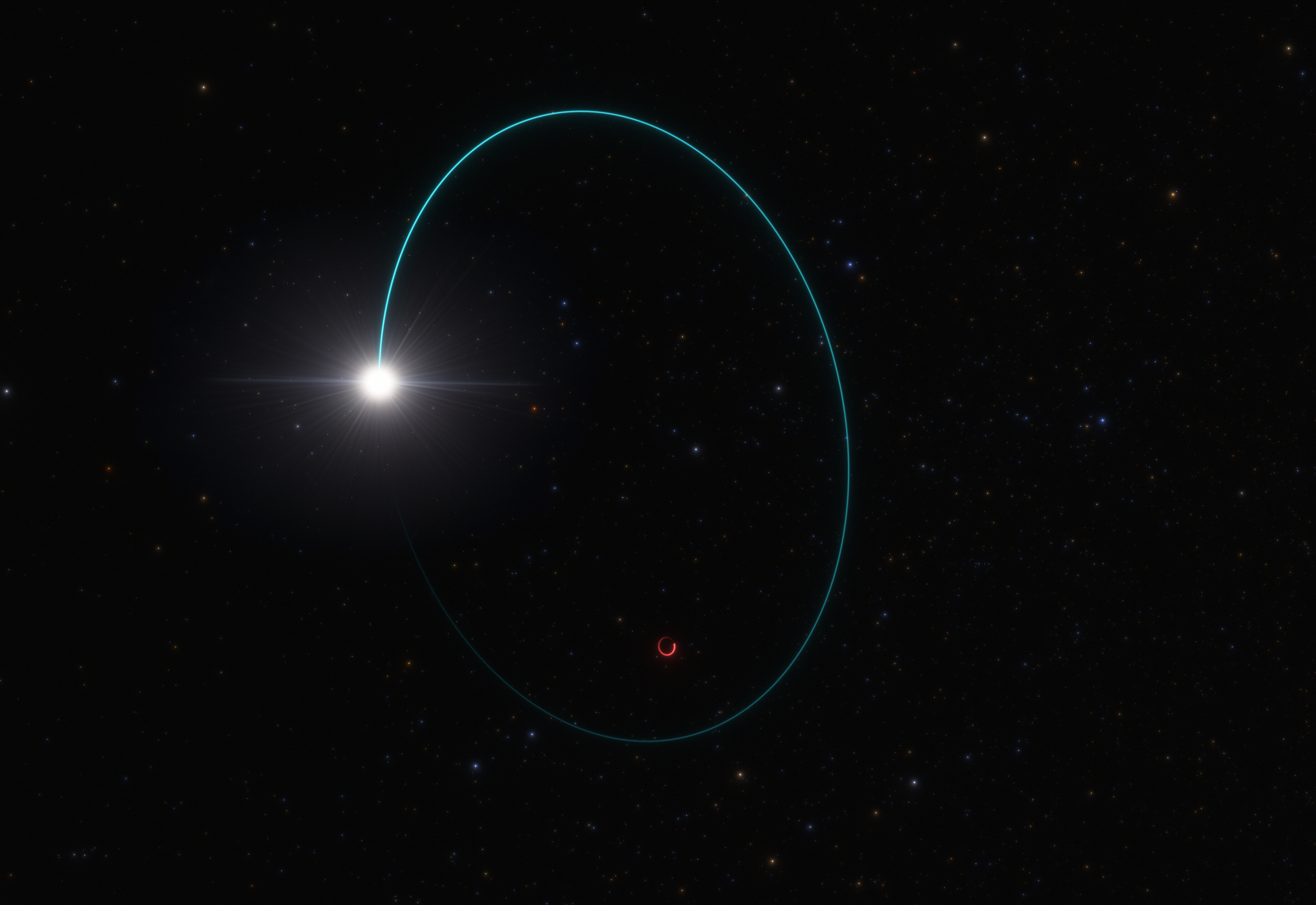
Konstnärens intryck av Gaia BH3. Kredit: ESO/L.Calçada

Gaia BH3 består av en metallfattig jättestjärna av spektraltyp G och ett svart hål, som kretsar kring systemets baryscentrum med en omloppsperiod av 11,6 år, med ett omloppsavstånd av 4,5–29 AE. Det svarta hålets massa är 32,70 solmassor, det tyngsta kända svarta hålet i Vintergatan. Följeslagaren är en gul till vit stjärna i huvudserien av  spektralklass G. Den har en massa av ca 0,76 solmassor, en radie av ca 4,94 solradier och har en effektiv temperatur av ca 5 200